# 노다 세이코
노다 세이코(일본어: 野田聖子, 1960년 9월 3일 ~ )는 일본의 정치인이다. 건설대신을 역임한 노다 우이치의 손녀이며, 소속 정당은 자유민주당이다. 오부치 내각과 제1차 개조에서 우정대신을 지냈으며, 제3차 아베 신조 내각 (제3차 개조)과 제4차 내각에서는 총무대신을 맡았다. 2015년 아베 신조에 맞서 총재 출마를 선언했지만 추천인 20명을 모으지 못해 후보로 나오지 못했다. 호텔 직원으로 근무할 때 화장실 변기물을 마시고 49세에 체외수정으로 아이를 낳은 것으로도 유명하다. 제2차 기시다 내각에서 내각부 특명담당대신 (지방창생 담당, 저출산 대책 딤당, 남녀 공동참여 담당)을 맡고 있다. 지역구는 중의원 기후현 제1구이다.

## 역대 선거 결과
|  | 13.70% |

|  | 37.10% |

|  | 52.35% |

|  | 51.42% |

|  | 42.82% |

|  | 64.24% |

|  | 49.93% |

|  | 57.45% |

|  | 64.51% |

|  | 62.54% |